# Gerhard Stöck
Gerhard Stöck (Trzcianka, 28 de julho de 1910 - Hamburgo, 29 de março de 1985) foi um atleta alemão, campeão olímpico do lançamento do dardo nos Jogos Olímpicos de 1936, em Berlim.
Ele também competia no arremesso de peso, e nesta modalidade participou do Jogos conquistando uma medalha de bronze. Quatro dias depois, no lançamento de dardo, a prova foi mais dramática e mais favorável a Stöck. Após quatro lançamentos, ele estava em quinto lugar e faltava apenas uma rodada. Inspirado pela chegada de Adolf Hitler ao estádio naquele momento em meio à celebração da multidão, ele fez um lançamento excepcional, a 71,84m, conquistando a medalha de ouro.
Stöck participou da Segunda Guerra Mundial como tenente e lutou na Batalha de Stalingrado.